# Баски на Юкатане
Большинство басков полуострова Юкатан поселились в основном на территории нынешнего штата Кампече, а также в близких к нему районах нынешнего штата Юкатан, таких как Ушмаль. Точно так же некоторые поселились прямо в Мериде или других более отдаленных городах.

## Персоналии
Культурное, экономическое и политическое влияние, оказываемое баскским народом или потомками басков на полуострове, мало или совсем не изучалось, но были некоторые видные баскско-юкатанские деятели, такие как колониальные губернаторы Эстебан де Аскаррага и Мартин де Урсуа-и-Арисменди, оба родились на территории нынешней Страны Басков.
Другими значимыми фигурами Юкатана и независимой Мексики были губернаторы Либорио Иригойен и Лоренсо де Савала, последний участвовал в провозглашении независимости Техаса. Можно также упомянуть Хосе Марию Итурральде Тракониса, фигуру из левых юкатанцев, сменившего Хуана Рикардес Брока, узурпатора государственной власти на Юкатане после свержения и расстрела Фелипе Каррильо Пуэрто.
Другими поселенцами были Хуан Баутиста де Мугартеги из Бильбао, Хуан Фелипе де Элисальде-и-Онтаньон из Наварры и Мигель и Хосе де Савалеги-и-Урсуа из Сангуэсы.
Небольшое количество басков поселилось на полуострове в XIX, XX и XXI веках.

## Лаубуру
Одним из ярких проявлений баскского присутствия в регионе является наличие лаубуру, вырезанных на камнях различных построек, в основном на входах в асьенды, а также на дверях некоторых зданий.

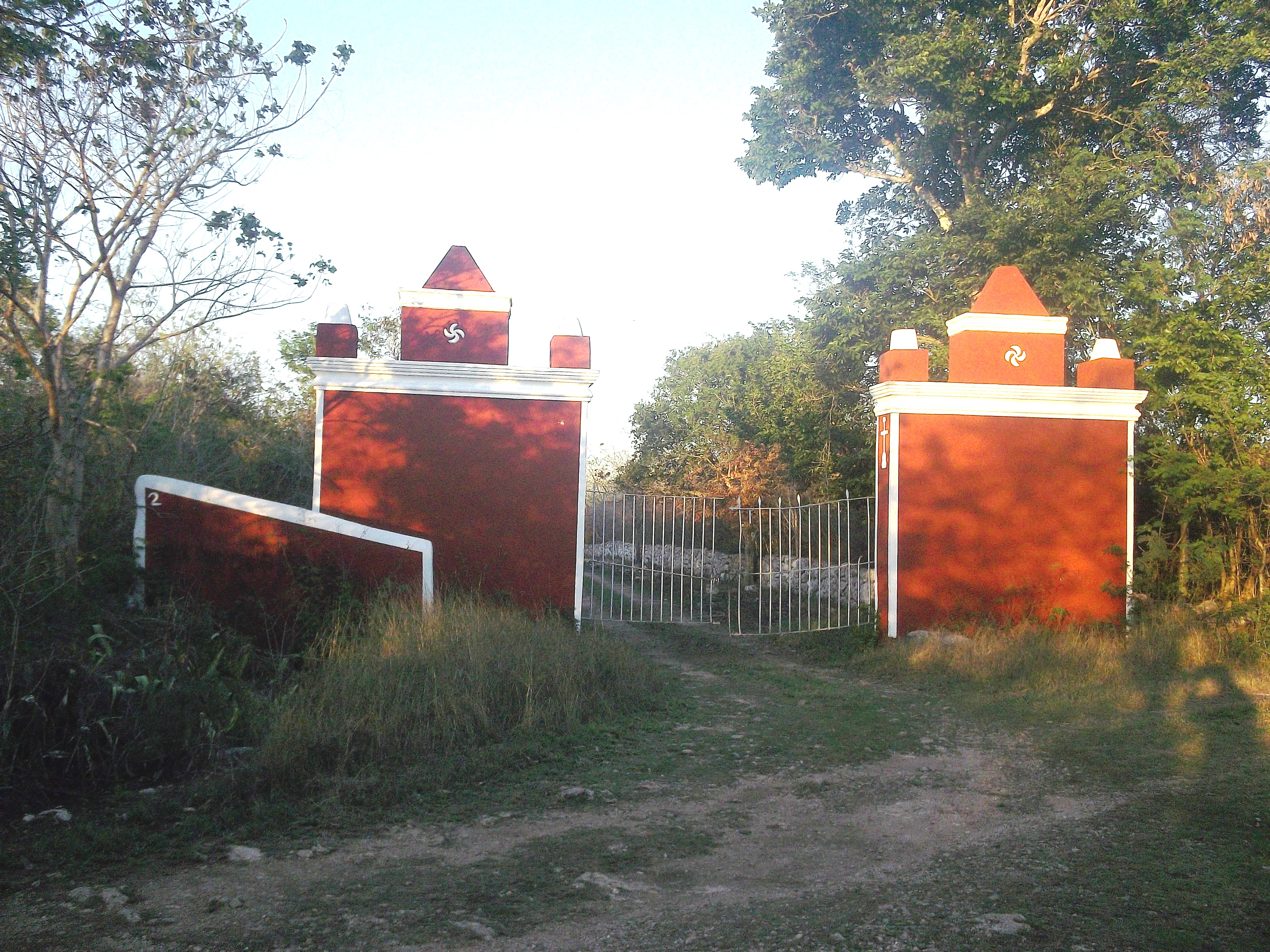
Вход в асьенду Бакне-Се, Юкатан
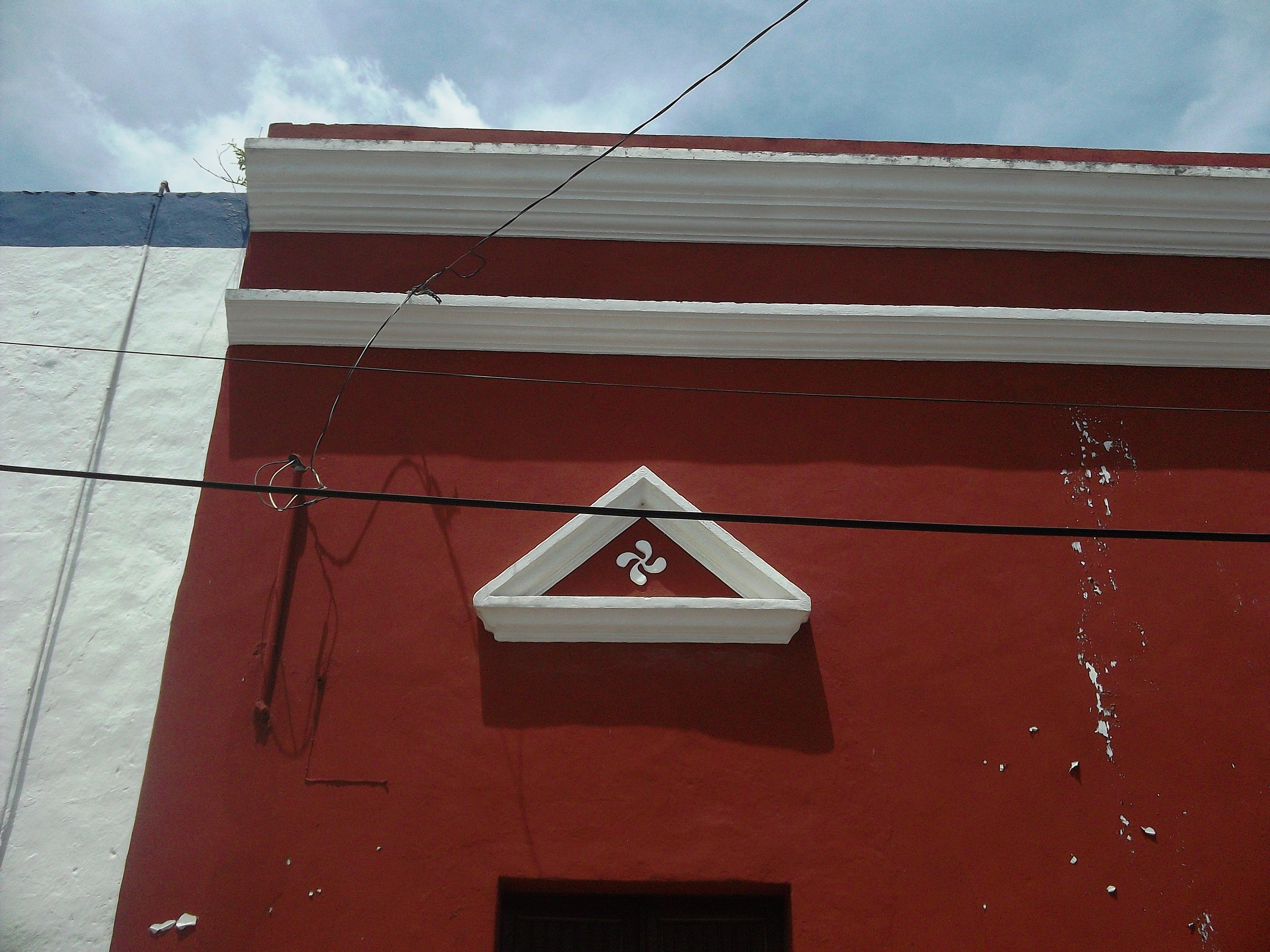
Тишкокоб, Юкатан